# Ardisia cornudentata

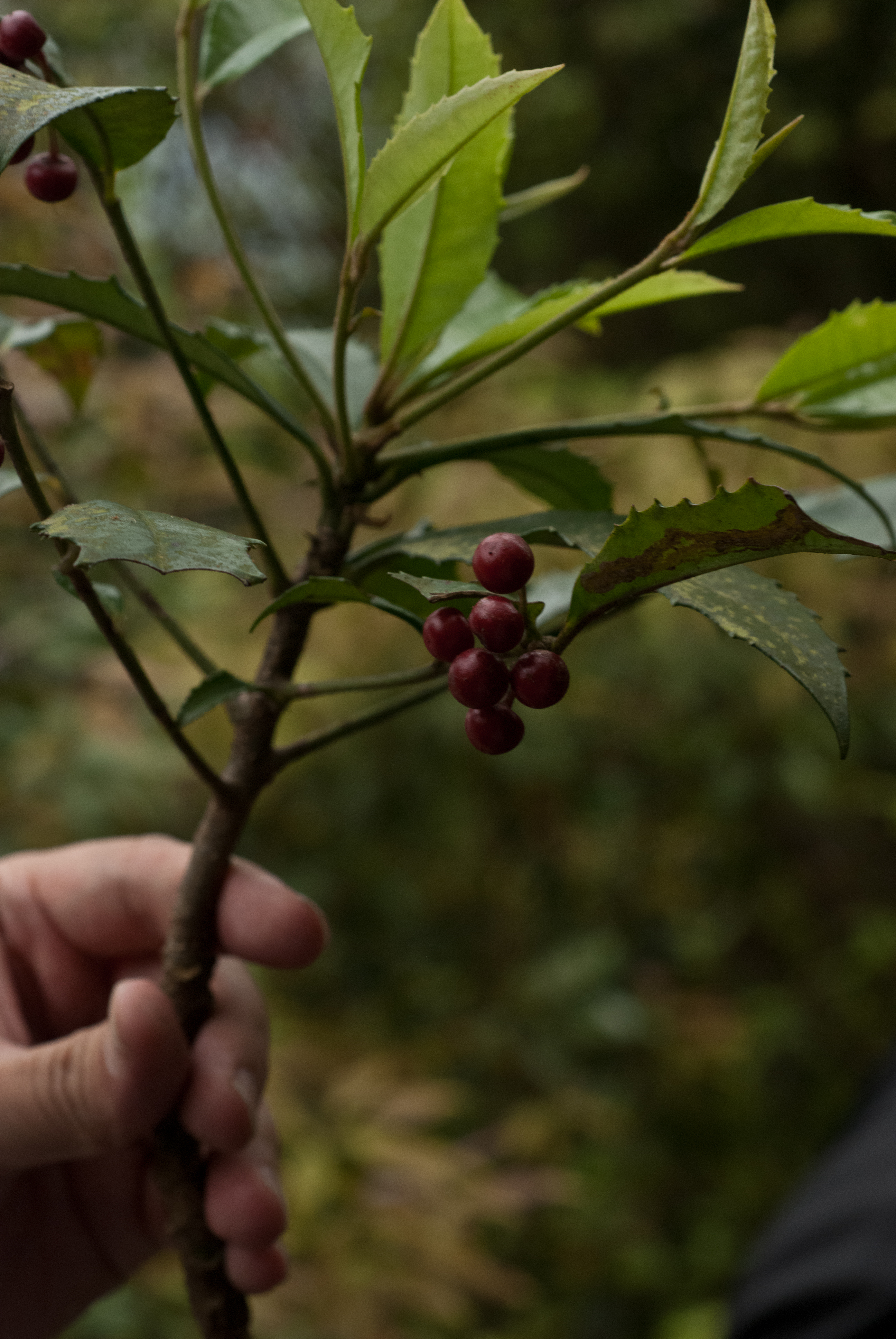

Ardisia cornudentata là một loài thực vật có hoa trong họ Anh thảo. Loài này được Mez mô tả khoa học đầu tiên năm 1902.

## Hình ảnh

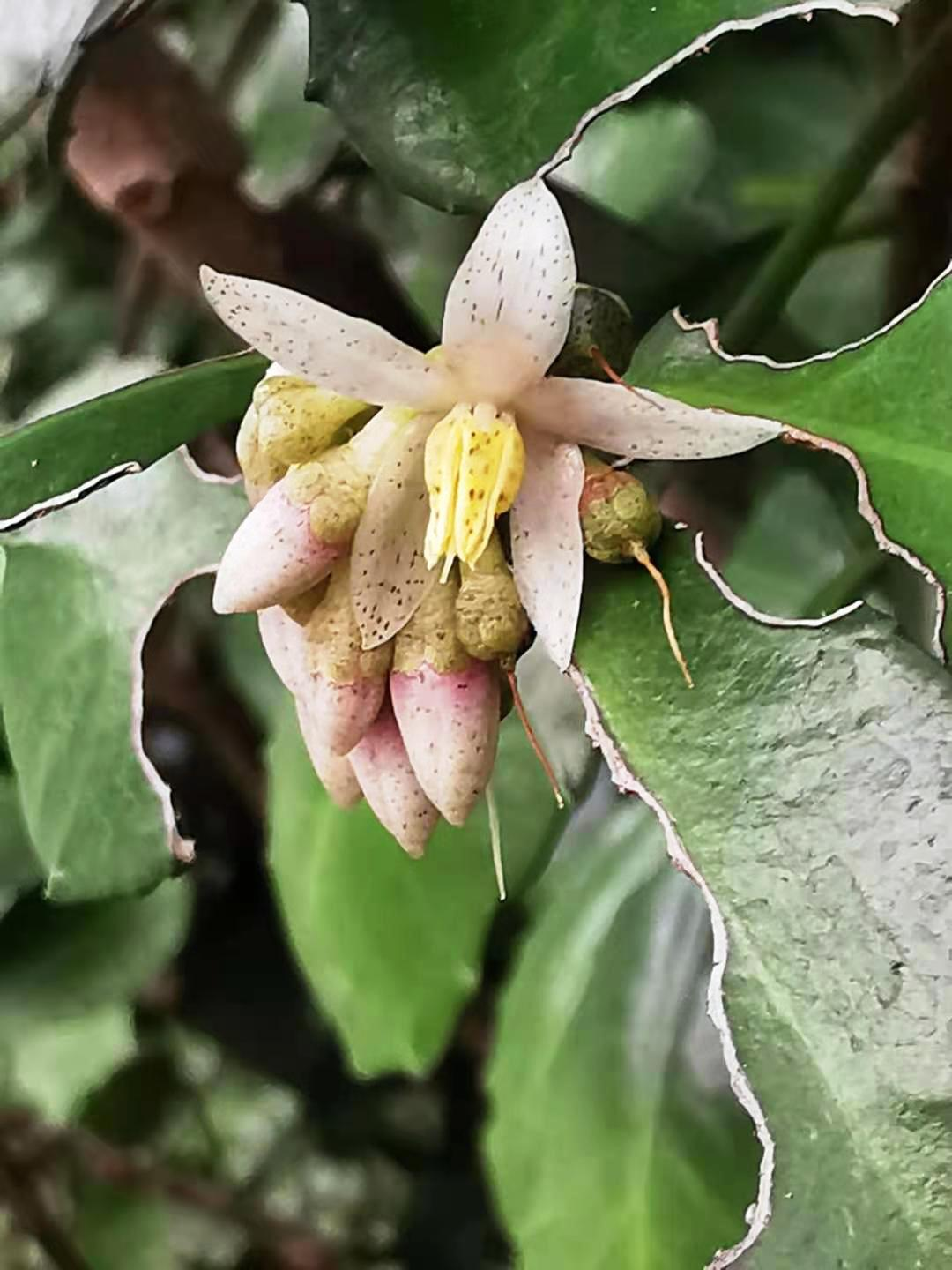
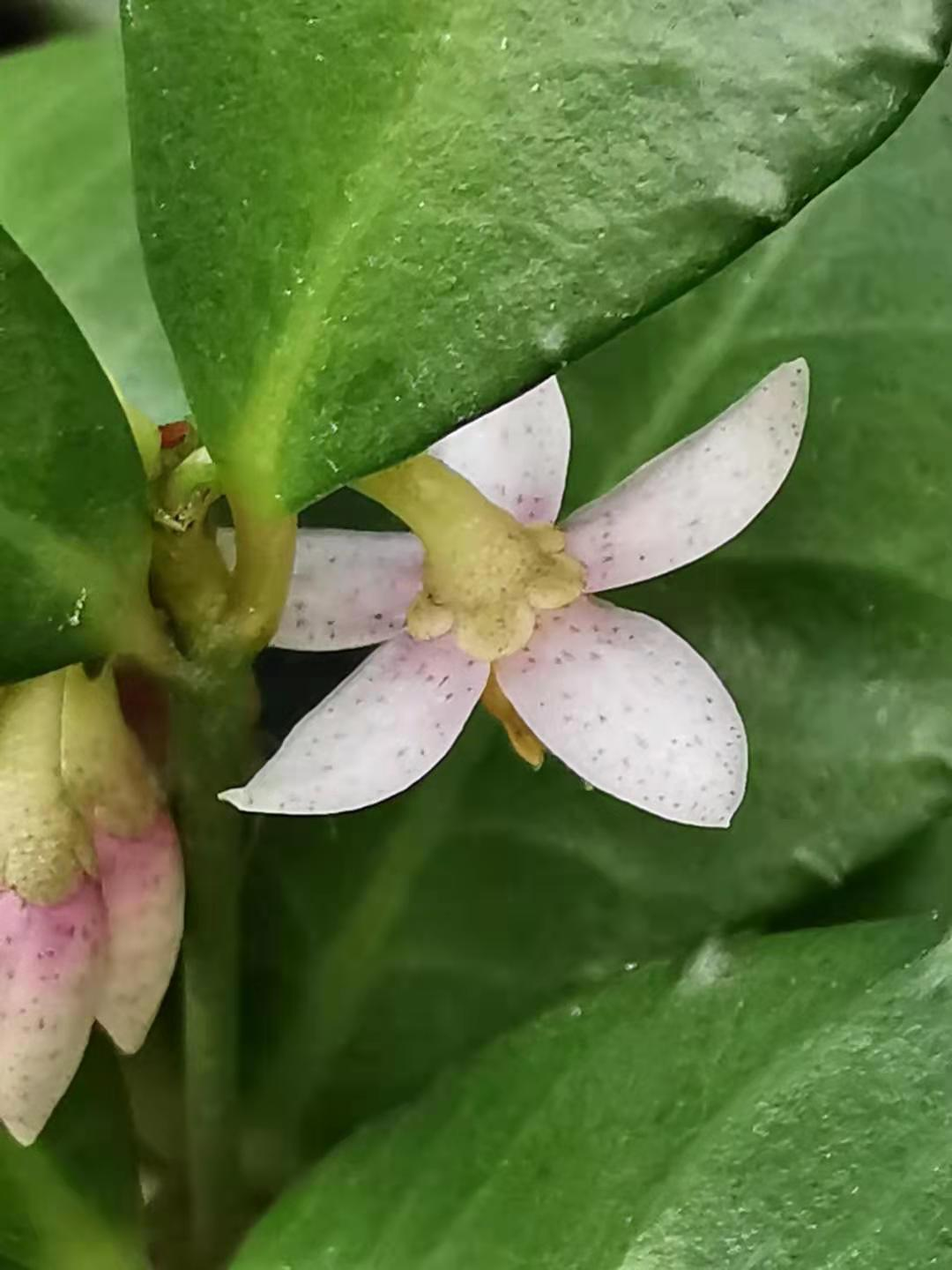
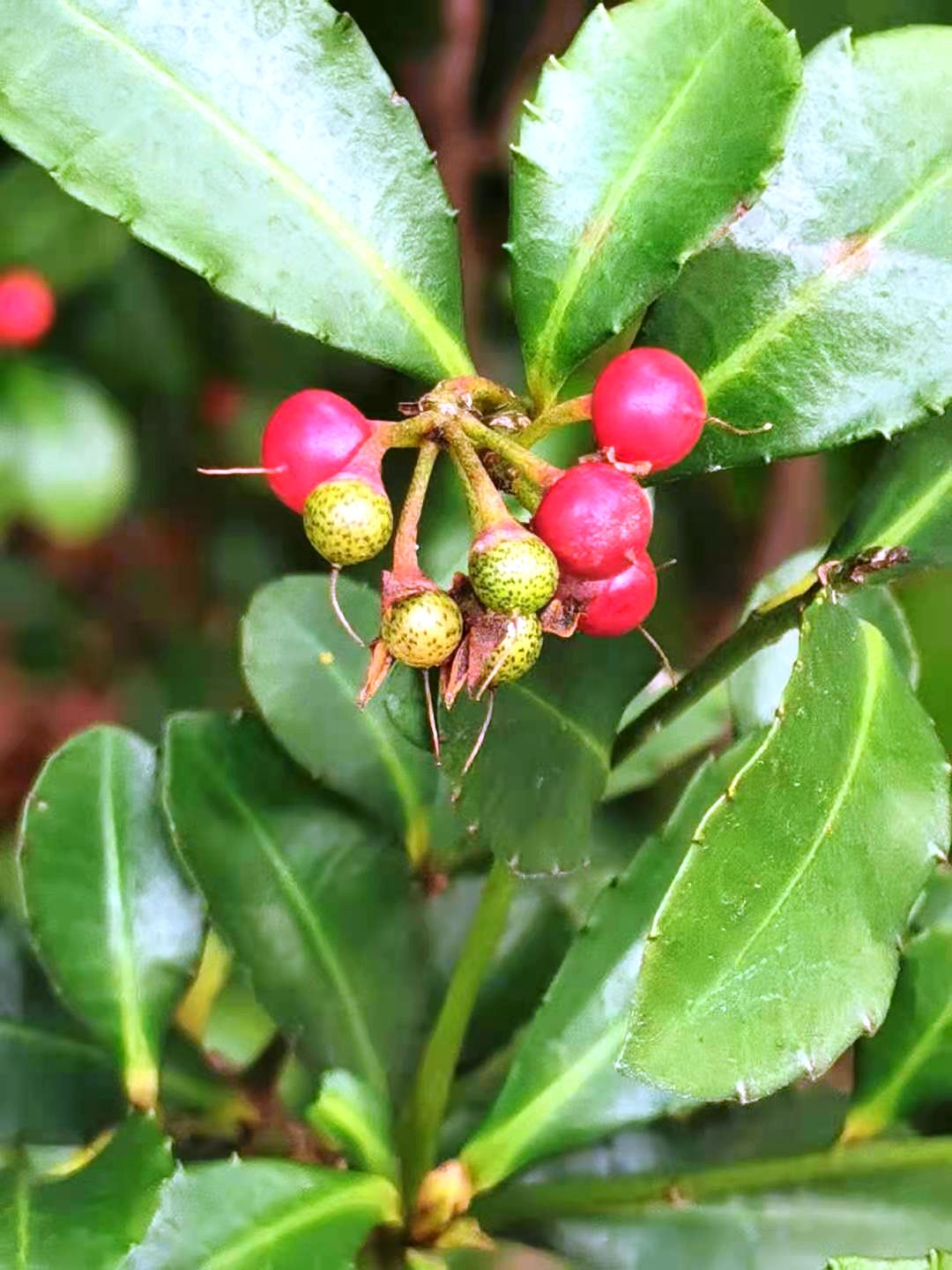
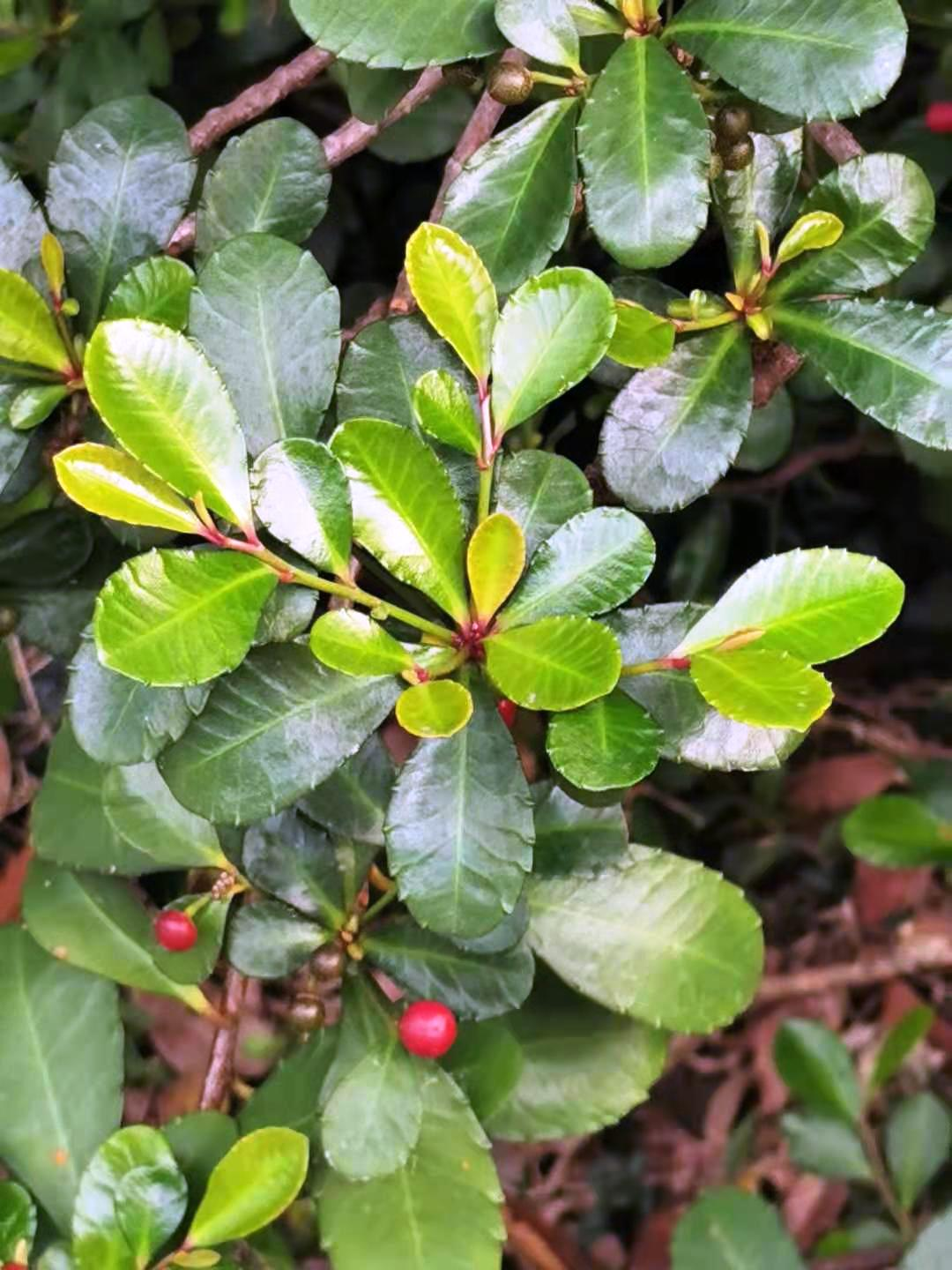